# Central Hockey League 1994/95
Die Saison 1994/95 war die dritte reguläre Saison der Central Hockey League. Die sieben Teams absolvierten in der regulären Saison je 66 Begegnungen. Die Central Hockey League wurde in einer Division ausgespielt. Das punktbeste Team der regulären Saison waren die Wichita Thunder, die in den Finalspielen um den Ray Miron Cup in sechs Spielen gegen die San Antonio Iguanas zum zweiten Mal in Folge die Trophäe gewannen.

## Teamänderungen
Folgende Änderungen wurden vor Beginn der Saison vorgenommen:
- Im Zuge einer Ligaerweiterung wurden die San Antonio Iguanas aufgenommen.

## Reguläre Saison

### Abschlusstabellen
Abkürzungen: GP = Spiele, W = Siege, L = Niederlagen, T = Unentschieden, OTL = Niederlage nach Overtime, GF = Erzielte Tore, GA = Gegentore, Pts = Punkte
| Central Hockey League | GP | W  | L  | OTL | GF  | GA  | Pts |
| --------------------- | -- | -- | -- | --- | --- | --- | --- |
| Wichita Thunder       | 66 | 44 | 18 | 4   | 320 | 268 | 92  |
| San Antonio Iguanas   | 66 | 37 | 22 | 7   | 336 | 281 | 81  |
| Tulsa Oilers          | 66 | 36 | 24 | 6   | 307 | 281 | 78  |
| Oklahoma City Blazers | 66 | 34 | 23 | 9   | 274 | 267 | 77  |
| Fort Worth Fire       | 66 | 32 | 26 | 8   | 314 | 288 | 72  |
| Memphis RiverKings    | 66 | 24 | 35 | 7   | 259 | 327 | 55  |
| Dallas Freeze         | 66 | 24 | 36 | 6   | 266 | 364 | 54  |

### Beste Scorer
Abkürzungen: GP = Spiele, G = Tore, A = Assists, Pts = Punkte, PIM = Strafminuten
| Spieler            | Team                  | GP | G  | A  | Pts | PIM |
| ------------------ | --------------------- | -- | -- | -- | --- | --- |
| Brian Shantz       | San Antonio Iguanas   | 66 | 39 | 80 | 119 | 125 |
| George Dupont      | Oklahoma City Blazers | 65 | 27 | 78 | 105 | 250 |
| Bob Berg           | Wichita Thunder       | 66 | 55 | 46 | 101 | 122 |
| Jim McGeough       | Dallas Freeze         | 66 | 50 | 50 | 100 | 38  |
| Paul Jackson       | San Antonio Iguanas   | 53 | 51 | 49 | 100 | 251 |
| Joe Burton         | Oklahoma City Blazers | 66 | 59 | 38 | 97  | 20  |
| Bobby Wallwork     | Memphis RiverKings    | 64 | 42 | 50 | 92  | 66  |
| Dave Doucette      | Wichita Thunder       | 64 | 20 | 70 | 90  | 81  |
| Wayne Anchikoski   | Dallas Freeze         | 53 | 32 | 50 | 82  | 36  |
| Michel St. Jacques | Oklahoma City Blazers | 64 | 48 | 33 | 81  | 52  |
| John DePourcq      | Wichita Thunder       | 59 | 28 | 53 | 81  | 10  |

## Ray-Miron-Cup-Playoffs
|  | Ray-Miron-Cup-Halbfinale | Ray-Miron-Cup-Halbfinale | Ray-Miron-Cup-Halbfinale |  |  | Ray-Miron-Cup-Finale | Ray-Miron-Cup-Finale | Ray-Miron-Cup-Finale |
|  |                          |                          |                          |  |  |                      |                      |                      |
|  |                          |                          |                          |  |  |                      |                      |                      |
|  | 1                        | Wichita Thunder          | 4                        |  |  |                      |                      |                      |
|  | 4                        | Oklahoma City Blazers    | 1                        |  |  |                      |                      |                      |
|  |                          |                          |                          |  |  | 1                    | Wichita Thunder      | 4                    |
|  |                          |                          |                          |  |  | 2                    | San Antonio Iguanas  | 2                    |
|  | 2                        | San Antonio Iguanas      | 4                        |  |  |                      |                      |                      |
|  | 3                        | Tulsa Oilers             | 3                        |  |  |                      |                      |                      |
|  |                          |                          |                          |  |  |                      |                      |                      |

## Vergebene Trophäen
| Auszeichnung                                                        | Spieler             | Team                  |
| ------------------------------------------------------------------- | ------------------- | --------------------- |
| Commissioner’s Trophy Bester Trainer                                | John Torchetti      | San Antonio Iguanas   |
| Most Valuable Player Bester Spieler der regulären Saison            | Paul Jackson        | San Antonio Iguanas   |
| Playoff Most Valuable Player Bester Spieler der Playoffs            | Ron Handy           | Wichita Thunder       |
| Rookie of the Year Bester Rookie der regulären Saison               | Michael St. Jacques | Oklahoma City Blazers |
| Most Outstanding Defenseman Bester Verteidiger der regulären Saison | Éric Ricard         | Fort Worth Fire       |
| Most Outstanding Goaltender Bester Torhüter der regulären Saison    | Alan Perry          | Oklahoma City Blazers |
| Ken McKenzie Trophy Bester Scorer der regulären Saison              | Brian Shantz        | San Antonio Iguanas   |
| Ray Miron Cup Gewinner der Central-Hockey-League-Playoffs           | Wichita Thunder     | Wichita Thunder       |
| Adams Cup Bestes Team der regulären Saison                          | Wichita Thunder     | Wichita Thunder       |